# Madretsch Süd
Madretsch Süd (französisch Madretsch sud) ist das bevölkerungsmässig zweitgrösste Quartier der Stadt Biel/Bienne. Es umfasst den südlichen Teil der ehemaligen Gemeinde Madretsch. Es befindet sich am südlichen Rand des städtischen Siedlungsgebietes und grenzt an Brügg, Nidau, Port und den Längholzwald. Am äussersten Rand fliesst der Fluss Zihl.
Dieses Quartier wird in die Stadtviertel Möösli, Mühlefeld und Linde unterteilt.

## Wirtschaft
Im Stadtviertel Linde befindet sich erhöht auf einem Hügel am Rande des Längholzwaldes die Privat- und Sportklinik Linde.

## Infrastruktur
Der 2009 zum Teil neugebaute Werkhof der Stadt Biel befindet sich hier.